# Eka Febri Yogi Setiawan
Eka Febri Yogi Setiawan, es un futbolista del PSIS (club de futbol de la lliga d’Imdonesia).
El seu preu en el mercat el 2021 100.000 €.